# Coletivização na Iugoslávia
A República Popular Federal da Iugoslávia impôs a coletivização (em servo-croata: колективизација / kolektivizacija) do seu setor agrícola entre 1946 e 1952.  A política, de acordo com as orientações emitidas em Fevereiro de 1946, visava consolidar as propriedades fundiárias individuais e a mão-de-obra em quintas coletivas (Cooperativas de Trabalho Camponesas).  O governo iugoslavo seguiu o modelo da União Soviética, com dois tipos de fazendas, as fazendas estatais e as fazendas coletivas.  As explorações dos camponeses eram geridas sob a supervisão do governo, as quintas estatais detidas pelos governos eram geridas por mão-de-obra contratada.  Dos estados comunistas europeus, a Iugoslávia ficou em segundo lugar, atrás da Bulgária, na proporção de famílias camponesas em coletividades.  Em 1950, 21,9% das terras aráveis e 18,1% das famílias estavam sob coletivização.  A rebelião de Cazin de maio de 1950 foi uma revolta camponesa contra os esforços de coletivização do estado e foi um fator no abandono da coletivização que ocorreu ao longo da década de 1950 na Iugoslávia.